# Joanne (음반)
《Joanne》은 가수 레이디 가가의 다섯 번째 정규 앨범이다. 2016년 10월 21일 인터스코프 레코드와 스트림라인 레코드를 통해 발매되었다. "Perfect Illusion" 은 앨범의 리드 싱글로 2016년 9월 9일 발매되었다. 곡은 프랑스에서 1위로 데뷔했다.

## 배경 및 작업
2013년 11월 발매된 레이디 가가의 정규 앨범 3집 Artpop 은 다양한 평가를 받았다. 앨범은 빌보드 200에서 1위에 올랐다. 가가는 앨범의 투어인 ArtRave: The Artpop Ball 을 몇 달 후 진행했다. Artpop 활동하던 중 가가는 오랜 시간 함께 했던 매니저 트로이 카터와 결별했다. 2014년 6월, 가가와 새로운 매니저 바비 캠벨은 라이브 네이션의 산하에 있는 아티스트 네이션에 들어갔다.
Artpop에서 받은 부정적인 평가로 매니저먼트는 가가의 이미지를 대대적으로 변화시켰다. 좀 더 차분한 모습을 보이면서 보컬적 기량을 강조했다. 그 결과 제87회 아카데미상에서 공연한 사운드 오브 뮤직의 트리뷰트는 평론가들로부터 극찬을 받는다. 가가는 또한 재즈 가수 토니 베넷과의 협업 앨범 Cheek to Cheek 을 발표해 평론가들로부터 긍정적인 평가를 받는다. Cheek to Cheek 은 빌보드 200에서 1위로 데뷔해 가가의 미국에서의 3번째 연속 1위 앨범이 되었고,이 앨범으로 그래미상 또한 수상했다.
음악적 시도와 더불어, 가가는 아메리칸 호러 스토리의 다섯번째 시즌에 출연해 골든글로브 여우주연상을 수상한다. 그녀는 수상 소감을 말하면서 그녀의 앨범이 2016년 후반기에 발표될 것이라고 말한다. 2015년과 2016년에 가가는 소셜미디어 계정을 통해 앨범 녹음 과정을 조금씩 공개했다.

## 수록곡
| #            | 제목                                    | 재생 시간 |
| ------------ | --------------------------------------- | --------- |
| 1.           | 〈Diamond Heart〉                       |           |
| 2.           | 〈A-Yo〉                                |           |
| 3.           | 〈Joanne〉                              |           |
| 4.           | 〈John Wayne〉                          |           |
| 5.           | 〈Dancin' in Circles〉                  |           |
| 6.           | 〈Perfect Illusion〉                    |           |
| 7.           | 〈Million Reasons〉                     |           |
| 8.           | 〈Sinner's Prayer〉                     |           |
| 9.           | 〈Come to Mama〉                        |           |
| 10.          | 〈Hey Girl (featuring. 플로렌스 웰츠)〉 |           |
| 11.          | 〈Angel Down〉                          |           |
| 총 재생 시간 | 총 재생 시간                            | 39:05     |

## 같이 보기
- 2016년 가온 앨범 차트 1위 목록